# Sulcarius fuscicarpus
Sulcarius fuscicarpus är en stekelart som först beskrevs av Thomson 1885.  Sulcarius fuscicarpus ingår i släktet Sulcarius och familjen brokparasitsteklar. Inga underarter finns listade i Catalogue of Life.